# Liona Interactive
LIONA Interactive Limited ist die englische Eigenbezeichnung der kabushiki-gaisha LIONA (jp. 株式会社LIONA), einem japanischen Videospielentwickler, der sich auf Rhythmus-Spiele spezialisiert hat. Früher hieß er kabushiki-gaisha (engl. hier "Corporation") iNiS (イニス).

## Beschreibung
Das Unternehmen wurde von Keiichi Yano am 3. Februar 1997 als iNiS Ltd. gegründet. Der frühere Name des Unternehmens iNiS ist ein Akronym und steht für „infinite Noise of the inner Soul“. Im Jahr 2000 änderte das Unternehmen seinen Namen in iNiS Corporation. 2001 wurde die Tochtergesellschaft SONICA als Anbieter von Sound-Lösungen gegründet. Im Dezember 2016 wurde die iNiSJ Corporation gegründet. 
Im März 2017 änderte iNiS seinen Namen in Spica. Nach einer Weile, im Mai, ging Spica in Konkurs.
Im Jahr 2020 änderte iNiSJ seinen Namen in LIONA Interactive.

## Entwickelte Titel

### CD/DVD-ROM
| Titel                                          | Plattform      | Veröffentlichung |
| ---------------------------------------------- | -------------- | ---------------- |
| Penguin Piano                                  | ?              | Oktober 1997     |
| Space Battleship Yamato Master Edition CD-ROM  | Windows/Mac OS | 20. März 1999    |
| Space Battleship Yamato Master Edition DVD-ROM | DVD-Player     | ?                |
| Picasso                                        | ?              | ? (1997–2000)    |
| Safari Tokyo                                   | Windows        | Oktober 1998     |
| Kiseki No Maya Uranai                          | ?              | April 1998       |
| Minna no Tabetaku Ver.2                        | ?              | Oktober 1999     |
| Roland VP-9000 promo CD-ROM                    | ? (CD-ROM)     | Februar 2000     |

### Computerspiele
| Titel                                                   | Plattform               | Veröffentlichung  |
| ------------------------------------------------------- | ----------------------- | ----------------- |
| beatmania Da!!                                          | Windows/Mac OS hybrid   | 17. Februar 2000  |
| beatmania BEST Da!!                                     | Windows/Mac OS hybrid   | 5. Juli 2002      |
| pop’n music Da!!                                        | Windows/Mac OS hybrid   | 6. September 2002 |
| Gitaroo Man                                             | PlayStation 2           | 21. Juni 2001     |
| Gundam Pilot Academy                                    | Arcade                  | 2002              |
| Osu! Tatakae! Ouendan                                   | Nintendo DS             | 2005              |
| Gitaroo Man Lives!                                      | PlayStation Portable    | 2006              |
| Rain Wonder Trip                                        | PlayStation Portable    | 2006              |
| Elite Beat Agents                                       | Nintendo DS             | 2006              |
| Moero! Nekketsu Rhythm Damashii Osu! Tatakae! Ouendan 2 | Nintendo DS             | 2007              |
| Anata mo DS de Classic Kiite Mimasenka?                 | Nintendo DS             | 2007              |
| Lips                                                    | Xbox 360                | 2008              |
| Lips: Number One Hits                                   | Xbox 360                | 2009              |
| Lips: Canta en Español                                  | Xbox 360                | 2009              |
| Lips: Deutsche Partyknaller                             | Xbox 360                | 2009              |
| Lips: Party Classics                                    | Xbox 360                | 2010              |
| Lips: I ♥ The 80’s                                      | Xbox 360                | 2010              |
| The Black Eyed Peas Experience                          | Xbox 360                | 2011              |
| Infinity Blade Cross                                    | iOS                     | 2012              |
| Anata Toshokan                                          | iOS, Android            | 2012              |
| Demons’ Score                                           | iOS, Android            | 2012              |
| Symphonica                                              | iOS                     | 2012              |
| The Hip Hop Dance Experience                            | Wii, Xbox 360           | 2012              |
| Karaoke                                                 | Xbox 360                | 2012              |
| Eden to Green                                           | Android, iOS            | 2013              |
| Initial D Perfect Shift Online                          | Nintendo 3DS            | 2014              |
| Just Sing                                               | PlayStation 4, Xbox One | 2016              |

### Webdesign
| Titel                                | Plattform | Veröffentlichung |
| ------------------------------------ | --------- | ---------------- |
| Shockwave Christmas Card (Dreamarts) | ?         | ?                |

### Prototypen
| Titel                 | Plattform | Veröffentlichung |
| --------------------- | --------- | ---------------- |
| MixJuice              | Xbox      | 1999             |
| Minpan                | ?         | 2002             |
| Ace Trekkers          | ?         | 2002             |
| Pugi Pugi (tentative) | ?         | 2004             |
| Yosei no Sumu Mori    | Xbox 360  | 2005             |

## Auszeichnungen
- IGN – Bester Nintendo-DS-Entwickler 2006[7]